# Оборона склада Сыхан
Оборона склада Сыхан (кит. 四行仓库保卫战) — один из боёв японо-китайской войны, происходивший 26 октября — 1 ноября 1937 года. Начало финального этапа битвы за Шанхай.

## Предыстория
7 июля 1937 года с инцидента на Лугоуцяо под Пекином началась японо-китайская война. 13 августа начались боевые действия в Шанхае. Несмотря на плохую подготовку, проблемы со снабжением, отсутствие нормальной артиллерийской и авиационной поддержки китайские войска три месяца сдерживали японцев. В результате боёв значительная часть города превратилась в руины.
Ко второй половине октября элитные китайские части потеряли до 60 % личного состава, и после того, как 25 октября в руки японцев перешёл городок Дачан, через который проходила дорога, связывающая городской центр Шанхая с населёнными пунктами на северо-западе, китайским войскам, чтобы избежать окружения, пришлось покинуть позиции, находившиеся в центре Шанхая и восточнее реки Хуанпу.
Обычно западные державы уделяли мало внимания Китаю, будучи больше занятыми ситуацией в Европе. Кроме того, они не верили в боеспособность китайской армии и считали, что Япония всё равно победит. Поэтому Чан Кайши решил показать Западу, что на этот раз речь идёт не об очередном «инциденте», а о полномасштабной войне. 5 октября президент США Франклин Рузвельт выступил с речью, в которой призвал США оказать помощь нациям, сражающимся против агрессии. Эта речь воодушевила Китай. Так как США не были членом Лиги Наций, представитель Великобритании предложил прекратить рассмотрение дела в Лиге и созвать конференцию подписантов Договора девяти держав, в которой США приняли бы участие на законных основаниях. Надежда на вмешательство США заставила Чан Кайши приказать войскам продолжать сопротивление, чтобы показать Западу, что Китай в состоянии сражаться.
26 октября Чан Кайши отдал приказ сражавшимся в Шанхае войскам отступить в сельские районы к западу от города, однако командир 3-го военного района (в территорию которого входил Шанхай) Гу Чжутун получил приказ оставить на месте 88-ю дивизию, чтобы выиграть время для отвода остальных войск и чтобы показать Западу решимость Китая продолжать войну.
До того, как 88-я дивизия прошла переподготовку под руководством германских инструкторов, она была 2-й дивизией, а Гу Чжутун был её командиром, поэтому ему не хотелось жертвовать «родными» войсками. Когда он передал приказ Чан Кайши нынешнему командиру дивизии Сунь Юаньляну, тот, не будучи согласным с принесением его дивизии в жертву, отправил своего начальника штаба Чжан Ботина в штаб-квартиру Гу, находившуюся в 20 км от линии фронта, для обсуждения ситуации.
Ни Гу, ни Сунь, ни Чжан не были намерены нарушать приказ Чан Кайши, однако Сунь (через Чжана) сообщил Гу, что для подобной демонстрации решимости количество войск, оставляемых для прикрытия, особого значения не имеет. Он предложил оставить на одной-двух укреплённых позициях лишь один полк, и Гу согласился с этим планом. Потом в своём штабе Сунь решил, что даже полк был бы бессмысленной растратой человеческих жизней, и вместо этого оставил один усиленный батальон. Возглавить этот батальон добровольно вызвался Се Цзиньюань, который был ещё новичком в 88-й дивизии.
В 10 пополудни 26 октября 524-й полк, располагавшийся в районе Северного вокзала Шанхая, получил приказ отступить к штабу дивизии в складе Сыхан. 1-му батальону под командованием Ян Жуйфу не хотелось оставлять позиции, которые они обороняли в течение двух месяцев, но он согласился, получив приказ Суня на оборону склада Сыхан.
Склад представлял собой шестиэтажное бетонное здание, находившееся в районе Чжабэй на северном берегу реки Сучжоухэ как раз напротив Международного сеттльмента. «Сы хан» в переводе с китайского означает «четыре банка». Он так назывался потому, что его в складчину возвели четыре шанхайских банка в 1931 году. Он занимал территорию в 1200 м², имел размеры 64×54 м, и 25 м высоты, являясь высочайшим зданием в округе. Иностранцы называли его Chinese Mint Godown. Так как в здании с начала Шанхайского сражения размещалась штаб-квартира 88-й дивизии, там было полно продовольствия, боеприпасов и средств первой помощи.

## Силы сторон

### Народно-революционная армия Китая

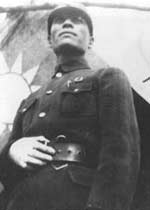
Подполковник Се Цзиньюань

524-м полком 88-й дивизии командовал подполковник Се Цзиньюань, его заместителем был майор Шангуан Чжибяо (上官志標).
1-м батальоном 524-го полка командовал майор Ян Жуйфу (楊瑞符). В батальоне было четыре роты:
- 1-я рота, командир — капитан Тао Синчунь (陶杏春)
- 2-я рота, командир — капитан Дэн Ин (鄧英)
- 3-я рота, командир — капитан Ши Мэйхао (石美豪), после его ранения — капитан Тан Ди (唐棣)
- Пулемётная рота, командир — капитан Лэй Сюн (雷雄)

Изначально в 1-м батальоне было 800 человек, так что с формальной точки зрения он являлся усиленным батальоном, однако из-за потерь во время Шанхайского сражения к началу обороны склада Сыхан его численность составляла 423 человека (по некоторым источникам — 453) с учётом офицеров, однако в самой обороне участвовало 414 человек; возможно, что из-за путаницы, вызванной отступлением, часть людей не добралась до склада.
Два месяца интенсивных боёв также привели к тому, что многие бойцы из первоначального состава батальона, подготовленные германскими инструкторами, выбыли из строя, а им на смену пришло молодое необученное пополнение. В основном 1-й батальон пополнялся из 5-го полка гарнизонных войск провинции Хубэй. Хубэйские власти не посылали в Шанхай войска, закалённые многолетней борьбой с коммунистами, а предпочитали отправлять туда зелёных новичков из самого последнего набора, который проходил уже после начала войны.
Чтобы ввести в заблуждение японскую разведку, в официальных сообщениях 1-й батальон называли 524-м полком. На самом деле остальные части полка отступили вместе с 88-й дивизией, и продолжали участвовать в боях вплоть до 1939 года.
Батальон использовал вооружение, типичное для передовых частей 88-й дивизии, и относительно прочих подразделений китайской армии был довольно неплохо вооружён. Фотографии и записи свидетельствуют, что каждый из солдат имел винтовку (Mauser 98, Mauser 98k или Тип 24), 300 патронов 7,92×57 мм, два ящика гранат Stielhandgranate, немецкую стальную каску, противогаз и мешок с продуктами. В батальоне было 27 ручных пулемётов — в основном чехословацких ZB vz. 26, то есть примерно по одному на отделение. Единственным тяжёлым вооружением батальона были четыре пулемёта Максима с водяным охлаждением ствола — формально имевшаяся в батальоне миномётная батарея не упоминается ни одним из участников сражения.

### Императорская армия Японии
Шанхайской экспедиционной армией командовал генерал Иванэ Мацуи. Непосредственно против 88-й китайской дивизии воевала японская 3-я дивизия. В ходе боёв в Шанхае она понесла существенные потери, однако её организация и офицерский корпус в целом сохранились. Японские войска использовали винтовки Арисака тип 38, миномёты тип 89, а также ручные пулемёты тип 11, тип 96 и станковые пулёметы тип 92. У японцев было превосходство в воздухе и на воде, также они использовали танкетки Тип 94.

## Ход сражения

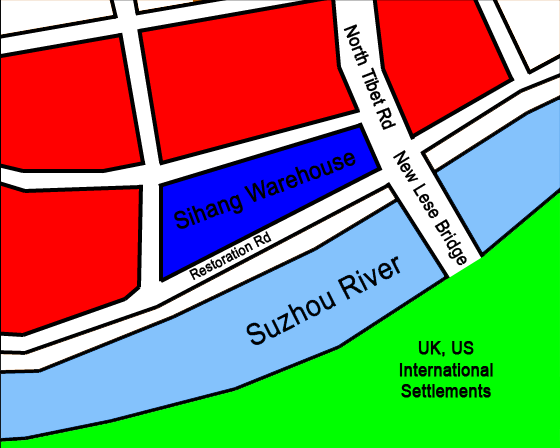
Синий — склад Сыхан
Красный — японские войска
Зелёный — Международный сеттльмент

### 27 октября
Той ночью роты батальона были распределены вдоль линии фронта. Ян Жуйфу отправил 1-ю роту к складу, а сам возглавил 2-ю, однако 3-ю роту, пулемётную роту и часть 1-й роты найти не удавалось. Казалось, что ситуация безвыходная, но к утру эти роты оказались в здании склада: они услышали о приказе от других подразделений, покидающих Чжабэй. То, что они добровольно отправились на самоубийственное задание, было впоследствии специально отмечено Чан Кайши в качестве примера истинного солдатского духа.
Ранним утром по Шанхаю поползли слухи о том, что китайские войска всё ещё обороняются в Чжабэе, в складе Сыхан. Это заинтересовало студентку Ян Хуэйминь (楊惠敏), сыгравшую важную роль в последующих событиях. Около 4 часов утра она дошла до британского поста на мосту New Lese Bridge, находившегося на китайском берегу, и увидела, что британский солдат бросил в склад пачку сигарет. Она спросила солдата, зачем он это сделал, и тот ответил, что внутри находятся китайские солдаты. Тогда она написала записку и попросила британца засунуть её в пачку сигарет и забросить внутрь. Вскоре из склада перебросили ответную записку, в которой было сказано, что солдатам нужна еда, боеприпасы и смазка для оружия. Ян Хуэйминь покинула мост и отправилась с просьбой о помощи к руководителям Торгово-промышленной палаты, которые поначалу не могли поверить в то, что она говорила.
Се расположил 1-ю роту правее склада вдоль Тибетской улицы, 3-ю роту — левее, вдоль здания Банка коммуникаций, а 2-ю роту — с оставшейся стороны здания. Два станковых пулемёта были установлены на крыше, а остальные пулемёты были распределены по ротам. Се обнаружил, что укрепления, которые НРА возвела до войны против Международного сеттльмента, опасаясь атаки европейцев, могут быть использованы японцами против склада, и приказал заминировать их.
Из мешков с песком, а также обнаруженных в складе мешков с кукурузой, бобами и т. п. были возведены импровизированные защитные сооружения. Электрическое освещение внутри склада было уничтожено, а некоторые из близко расположенных зданий — сожжены, чтобы расчистить секторы обстрела.

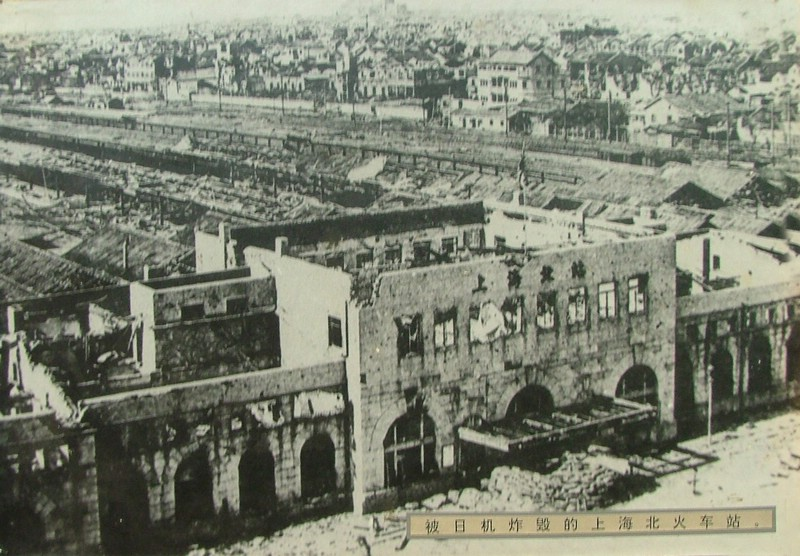
Северный вокзал Шанхая, разрушенный в ходе боёв

Около 7 утра японская 3-я дивизия достигла Северного вокзала, а в час дня её солдаты оказались в районе склада. Десяток солдат попыталось осмотреть импровизированные укрепления и были быстро убиты. Около двух часов дня китайская разведгруппа во главе с командиром взвода Инь Цючэном (尹求成) завязала перестрелку примерно с 50 японскими солдатами. Вскоре японская рота атаковала склад с запада, и командир 3-й роты Ши Мэйхао получил пулевое ранение в лицо, но продолжал руководить обороной, пока не получил ещё одно ранение — в ногу. Около семидесяти японских солдат сумело укрыться в мёртвой зоне к юго-западу от склада, и несколько китайских солдат, забравшись на крышу, закидали их гранатами, доложив о семи убитых японцах и около двух десятков раненых. Потерпев неудачу в первой атаке, японцы подожгли северо-западную часть склада, где хранилось горючее и дерево. Пожар был потушен к 5 часам вечера, отбитые японцы разграбили и подожгли Чжабэй.
В 9 вечера Ян Жуйфу решил, что в этот день японских атак больше не будет, и приказал готовить пищу и восстанавливать укрепления. В этот день защитники склада потеряли двоих убитыми и четверых ранеными.

### 28 октября
Ночью защитники склада бросились возводить укрепления; никто не спал. Утром Се связался с шанхайской Торгово-промышленной палатой, чей телефонный номер дала ему Ян Хуэйминь.
Хотя здание склада было выбрано в качестве опорного пункта из-за того, что обладало прочными стенами, а также из-за того, что там уже размещался штаб дивизии, его расположение оказалось очень удачным для обороняющихся. Из-за того, что оно располагалось рядом с Международным сеттльментом, японцы опасались запрашивать артиллерийскую поддержку флота, опасаясь промахов, которые могли бы привести к международным осложнениям. Также японцы, в отличие от других случаев в Шанхае, не решились использовать иприт на глазах у международных наблюдателей.
Около 7 утра над складом появились японские бомбардировщики, но не решились сбросить бомбы, опасаясь промахнуться и попасть на территорию Международного сеттльмента. Около 8 утра Се произнёс краткую речь перед защитниками и отправился инспектировать возведённые за ночь укрепления. Заметив с крыши находящихся вдали вдоль Сучжоухэ японских солдат (как пишет Ян Хуэйминь в мемуарах, до них было около километра), он взял у одного из подчинённых винтовку и выстрелил в японцев, убив одного.
Около 3 часов дня начал моросить дождь, притушивший пожары и развеявший дым вокруг склада. Японцы начали новую большую атаку, концентрируясь к западу от здания склада (им удалось занять здание Банка коммуникаций) и установив с севера от склада артиллерийское орудие. Однако орудие не смогло причинить серьёзного ущерба толстым стенам здания, а огонь японцев из здания банка был легко подавлен китайскими солдатами, занимавшими более высокие огневые позиции. После двух часов боя японцы прекратили атаку, сумев, однако, лишить здание склада электричества и водоснабжения.
В течение дня к складу сумела пробиться группа солдат из 524-го полка вместе с командиром 1-й роты Тао Цзичунем (陶杏春) и полковым хирургом Тан Пинцзы (湯聘梓).
Тем временем шанхайская Торгово-промышленная палата, будучи обрадована тем, что китайские войска продолжают защищать Чжабэй, распространила эту новость по радио. Несмотря на дождь, на южном берегу Сучжоухэ собрались толпы, подбадривающие защитников. Жители Шанхая собрали больше десяти тележек с грузом помощи для защитников склада Сыхан и ночью переправили их к складу. Защитники соорудили из мешков с песком прикрытие для тележек и начали перегрузку их содержимого в склад. Разгрузка тележек заняла более четырёх часов, при этом трое солдат было убито японским огнём. Защитники получили еду, фрукты, одежду, инструменты, а также письма от шанхайцев. Прибыла пара журналистов, но руководителям обороны было не до них, и им пришлось удовлетвориться беседой с командиром пулемётной роты Лэй Сюном.
Через Торгово-промышленную палату Се попросил британских офицеров вывезти с поля боя десять тяжелораненых солдат. Британцы согласились, и под покровом ночи раненые были эвакуированы.

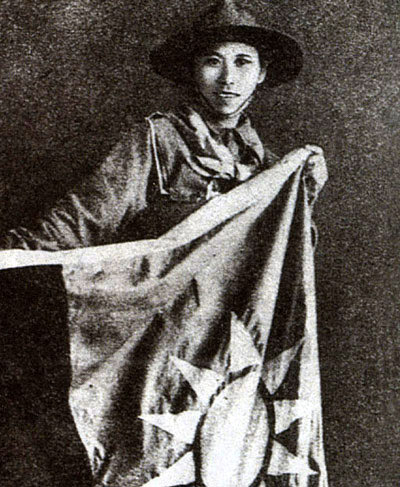
Ян Хуэйминь с флагом Китайской республики

Той же ночью Торгово-промышленная палата решила послать солдатам Флаг Китайской Республики. В то время соединениям полкового уровня знамён не полагалось, поэтому когда Ян Хуэйминь передала флаг в склад, Се пришлось принять его лично, как самому высокопоставленному из имевшихся офицеров. Ян Хуэйминь спросила о планах защитников и получила ответ: «Стоять насмерть!». Уходя, Ян Хуэйминь попросила дать ей список солдат, чтобы вся страна узнала их имена.
Се не хотел распространять такую информацию, так как она дала бы японцам представление об их силах, но он не хотел и разочаровывать Ян Хуэйминь. Поэтому он распорядился выписать 800 имён из списка личного состава 524-го полка и передал ей этот фальшивый список. Так как раненым солдатам, эвакуированным с поля боя, также было приказано на вопросы о численности защитников отвечать «800», пошла распространяться история про «800 героев».

### 29 октября
Утром 29 октября жители Шанхая увидели 4-метровый флаг Китайской республики, развевающийся над складом Сыхан. Так как Ян Хуэйминь принесла полотнище флага, солдатам пришлось соорудить импровизированное древко из двух связанных вместе стеблей бамбука. Лишь небольшая группа защитников склада присутствовала при церемонии подъёма флага.
На южном берегу Сучжоухэ собралась толпа в 30 тысяч человек, приветствовавшая флаг выкриками «Да здравствует Китайская республика!», в то время как разозлённые японцы отправили к складу самолёты. Сильный зенитный огонь и боязнь попасть в территорию Международного сеттльмента не дали японским самолётам сбить флаг.
За два дня боёв были уничтожены многие полевые укрепления и повреждено само здание склада. Около полудня японцы начали самую мощную атаку. Наступая со всех направлений при поддержке танкеток и артиллерии, они выбили 3-ю роту с оборонительных позиций у основания здания склада и вынудили её отступить внутрь. Изначально в западной стене склада не было окон, но благодаря японским атакам там образовались отверстия, которые защитники стали использовать в качестве бойниц. Группа японских солдат попыталась взобраться с помощью приставной лестницы к окну второго этажа, но как раз в этот момент у окна оказался Се, который схватил винтовку первого японца и ударил его другой рукой, сбив вниз, после чего застрелил следующего и оттолкнул лестницу. 
Штурмовая группа из двадцати японских солдат попыталась приблизиться к стене здания, прикрываясь от выстрелов стальными щитами, однако, когда они приблизились к зданию вплотную и начали рыть шурф для установки подрывного заряда,  рядовой 1-го батальона спрыгнул на них из пролома на пятом этаже со связкой ручных гранат и штурмовая группа была уничтожена взрывом.
Бой продолжался до темноты. Будучи не в состоянии пробиться в склад даже при поддержке бронетехники и артиллерии, японцы от отчаяния подогнали экскаватор и попытались прорыть к складу тоннель. Находившиеся на противоположном берегу реки китайцы, как могли, помогали защитникам склада, разворачивая плакаты с написанной на них информацией о передвижениях японцев. Один из шанхайцев даже позвонил в склад, когда увидел, что японцы готовятся к очередной атаке.

### 30 октября — 1 ноября
Японцы возобновили атаки в 7 утра 30 октября. На этот раз они использовали меньше пехоты и больше полагались на артиллерийский огонь, однако, так как стены склада были прочными, а мешков и стройматериалов внутри было полно, защитники тут же чинили то, что нападающие пытались разрушить. Сражение 30 октября продолжалось весь день, обороняющимся удалось уничтожить и повредить несколько танкеток нападающих. Когда опустилась темнота, японцы осветили склад, чтобы дать артиллерии возможность продолжать обстрел.
Властям иностранных концессий в Шанхае не нравилось, что боевые действия идут так близко от них, поэтому они пошли на поводу у японцев и предложили китайцам прекратить сопротивление. 29 октября правительству Китая было передано предложение прекратить боевые действия «по гуманитарным соображениям». Для Чан Кайши сражение уже завершилось успехом, так как китайские войска успешно передислоцировались на новые оборонительные позиции, а оборона склада Сыхан привлекла внимание западного мира, поэтому он отдал приказ защитникам склада отступить 31 октября. С британскими властями была достигнута договорённость о том, что 524-й полк отступит через территорию иностранных концессий и присоединится к 88-й дивизии, занявшей оборону в западной части Шанхая. Японский командующий Иванэ Мацуи согласился с этим и пообещал дать защитникам склада отступить, но позднее отозвал своё согласие. Се Цзиньюань хотел обороняться в складе до конца, но Чжан Ботин сумел уговорить его согласиться на отступление.
В полночь 1 ноября Се переправил 376 человек мелкими группами через мост New Lese Bridge на территорию Международного сеттльмента. 10 человек к тому времени было убито, а 27 — слишком тяжело ранены, чтобы ходить. В итоге согласились, что раненые останутся с пулемётами прикрывать отход остальных. Около десятка человек было ранено японским огнём при переходе моста. К 2 часам ночи отступление было завершено.

## После прекращения боёв
Переправившиеся на территорию Международного сеттльмента солдаты намеревались двинуться на соединение с 88-й дивизией, однако британские войска отняли у них оружие и арестовали. Как оказалось, японцы угрожали вторжением на территорию Международного сеттльмента в случае, если китайским солдатам позволят уйти к своим. Солдат перегнали на территорию итальянской концессии, где поместили в тюрьму.
Чан Кайши повысил каждого из защитников склада Сыхан в звании на одну ступень, а Се Цзиньюань и Ян Жуйфу были награждены Орденом синего неба и белого солнца.
Жители Шанхая приложили усилия, чтобы скрасить солдатам пребывание в заключении, устраивая для них развлечения и представления. Офицеры открыли учебные курсы для солдат, преподавая иностранные языки, математику и даже христианское вероучение. Солдаты занимались воинскими упражнениями и поддерживали высокий боевой дух.
В условиях проигрыша битвы за Шанхай и потери трети наиболее боеспособных частей НРА оборона склада Сыхан показала как жителям Китая, так и иностранным наблюдателям, что Китай продолжает сопротивляться Японии. Средства массовой информации превозносили оборону склада Сыхан и восхваляли «Восемьсот героев». К сожалению, западные державы так и не оказали Китаю реальной помощи, ограничившись словесным осуждением японской агрессии.
Защитники склада Сыхан провели в заключении более трёх лет. Японцы соглашались на освобождение солдат лишь при условии, что те будут лишены оружия и покинут Шанхай как беженцы. Се Цзиньюань не согласился на это, а после того, как он отверг ряд предложений марионеточного прояпонского правительства, подкупленные представителями марионеточного правительства сержант Хэ Динчэн и три солдата 24 апреля 1941 года убили Се Цзиньюаня. На его похороны собралось 100 тысяч человек, ему посмертно было присвоено звание бригадного генерала.
После нападения на Пёрл-Харбор (декабрь 1941 г.) и начала войны с западными державами японские войска оккупировали территорию Международного сеттльмента. Находившиеся в заключении китайские солдаты были отправлены в лагеря под Ханчжоу и Нанкином; части их удалось бежать, и они сумели добраться до своих войск и снова приступить к войне с японцами. 36 солдат и офицеров были отправлены в лагеря на остров Новая Гвинея; в 1945 году они поменялись местами со своими тюремщиками.
После войны около сотни выживших бойцов батальона вернулись в Шанхай к складу Сыхан. Когда началась гражданская война, большинство из них не пожелало больше воевать и вернулось к мирной жизни. Впоследствии часть из них (включая Ян Хуэйминь) ушла с гоминьдановцами на Тайвань.

## Память
Тело Се Цзиньюаня было захоронено в садике на Сингапор-роад (нынешняя улица Яо). В 1947 году шанхайское правительство переименовало парк Цзяоюань, в котором были размещены арестованные солдаты, в парк Цзиньюаня, также в честь Се Цзиньюаня была названа средняя школа. Улица, проходящая с севера от склада Сыхан, была переименована в улицу Цзиньюаня.
16 апреля 1983 года останки Се Цзиньюаня были перезахоронены в мемориале, где лежат останки других китайских патриотов. В марте 1986 года на родине Се Цзиньюаня в уезде Цзяолин городского округа Мэйчжоу провинции Гуандун был установлен его памятник, а начальная школа, в которой он учился, была переименована в его честь.
Склад Сыхан до сих пор функционирует как склад, но в нём имеется выставка, посвящённая битве за Шанхай.

## Отражение в культуре
В 1938 году в Китае был снят фильм «Восемьсот героев», посвящённый обороне склада Сыхан. В 1977 году на Тайване был снят ремейк, в котором снялась Бриджит Линь. В 2020 году в КНР вышел фильм «Восемь сотен».
В 2005 году, когда праздновалось 60-летие победы в японо-китайской войне, компания China Telecom выпустила серию тематических телефонных карт, на одной из которых были изображены склад Сыхан и Се Цзиньюань.